# Clara Barton
Clarissa (Clara) Harlowe Barton, född 25 december 1821 i Oxford i Massachusetts, död 12 april 1912, var en amerikansk lärare och sjuksköterska. Hon grundade Amerikanska Röda Korset och verkade även som patenttjänsteman.
Barton tillägnade sig, i brist på tillgänglig utbildning, yrkesfärdigheterna som sjuksköterska på egen hand. Tidigare hade hon gjort pionjärarbete som kvinnlig skolledare, och under den senare delen av livet deltog hon även i kampen för kvinnlig rösträtt och mänskliga rättigheter.
I samband med amerikanska inbördeskriget bidrog hon till olika räddnings- och hjälpinsatser, och efter kriget blev hon bekant med Röda korset under en resa i Europa. Hon verkade som ordförande för USA:s gren av rödakorsrörelsen från dess grundande 1881 till 1904. 

## Biografi

### Tidiga år
Clara Barton  var dotter till Stephen och Sarah Barton, född Stone, och yngst av fem barn. Fadern var lantbrukare och hästuppfödare, och hennes mor förestod hushållet. Föräldrarna hjälpte till att grunda den första universalistiska kyrkan i Oxford.
Vid tio års ålder ägnade hon tid att vårda sin bror David, under hans tillfrisknande efter ett svårt fall med en allvarlig huvudskada. Hon lärde sig hur man doserar medicin, liksom hur man placerar blodiglar för åderlåtning. Hon fortsatte ägna sig åt brodern lång tid efter att läkarna gett upp och till slut blev han fullt återställd.
Den unga Clara Barton led av blyghet, vilken föräldrarna försökte bota genom att låta henne gå på Colonel Stones High School, men hon  blev istället än blygare och mer deprimerad och slutade att äta. Så hon fick lov att sluta skolan för att återfå sin hälsa. Efter hemkomsten flyttade familjen för att kunna hjälpa till efter att en släkting avlidit och efterlämnat änka med fyra barn och en gård. Huset som familjen Barton kom att bo i behövde målas om och repareras, och Clara Barton deltog ivrigt i reparationsarbetet. När detta var klart, blev hon dock åter vilsen. Därefter började hon leka med sina manliga kusiner, vilka till sin förvåning upptäckte att hon var duktig på att hålla jämna steg i ridningen och andra aktiviteter. Först när hon råkade ut för en skada, började hennes mor ifrågasätta hennes så kallade pojklekar. Modern bjöd in en av hennes kvinnliga kusiner för utveckla hennes femininitet och av kusinen lärde sig den unga Clara Barton för tiden mer passande sociala färdigheter.
Clar Bartonas blyghet ansågs fortfarande vara ett problem, och hennes föräldrar övertalade henne att sikta på ett yrkesliv som lärare. 1839 fick hon sitt första lärarintyg, endast 17 år gammal. Yrket lockade henne och hon aktiverade sig för att även arbetarbarn skulle få utbildning. Detta och andra framgångsrika projekt gav Barton självförtroende nog att kräva lika lön som manliga lärare.

### Tidigt yrkesliv
1838 började Barton tjänstgöra som lärare, varefter hon arbetade i yrket under tolv års tid i Kanada och västra Georgia. Barton blev känd för att kunna hantera bråkiga elever, en talang hon tillägnat sig genom ungdomsåren med sina bröder och manliga kusiner. Hon lärde sig att agera som de, vilket gjorde det lättare att relatera till och kontrollera pojkarna i skolan.
Efter moderns död 1851 lämnades föräldrahemmet åt sitt öde. Clara Barton bestämde sig för att vidareutbilda sig genom att studera skrivande och språk vid Clinton Liberal Institute i New York. Vid detta college lärde hon känna en mängd människor som gav henne inblick i samtidens viktiga frågor. Skolans rektor uppmärksammande Bartons olika talanger och uttryckte beundran för hennes arbete. Vänskapen mellan de båda kom att vara i många år, och den utvecklades så småningom till en romans.
Som lärare i Hightstown i New Jersey, lärde Barton känna bristen på allmänna skolor i angränsande Bordentown. 1852 kontrakterades hon för att öppna en fritt tillgänglig skola i Bordentown, den första i sitt slag i delstaten. Hon lyckades väl, och efter ett år hade hon hyrt in ytterligare en kvinna till att hjälpa till att lära ut över 600 elever. Staden tilldelade därefter 4 000 dollar till bygget av en ny skolbyggnad. När skolan stod färdig, var det dock inte Barton utan en man utsedd av skolstyrelsen som fick lov att styra verksamheten; man ansåg att ledningen av en skola inte var ett lämpligt yrke för en kvinna. Barton nedgraderades till "kvinnlig assistent" och tvangs arbeta i motvind, fram tills att hon fick ett nervöst sammanbrott, några andra hälsoproblem och slutade sin tjänst.
1855 flyttade hon till Washington D.C. och började arbeta som kontorist vid USA:s patentmyndighet; hon var första kvinnan på en liknande position vid någon federal myndighet och med samma lön som en man. Behandlingen från de manliga kollegorna var dock mindre positiv, och under tre års tid blev hon föremål för åtskilligt med oseriös ryktesspridning. Trots politiskt motstånd från kvinnorna på de olika kontoren blev hennes position så småningom reducerad till en som kopist. 1858 blev hon slutligen, under James Buchanans presidentskap, avskedad med hennes "svarta republikanism" som orsak. Efter att Abraham Lincoln valts till president kunde hon dock hösten 1861 återvända till patentkontoret, efter att under tre års tid ha bott med släktingar och vänner i Massachusetts. Hennes roll blev dock som kopist.

### Amerikanska inbördeskriget

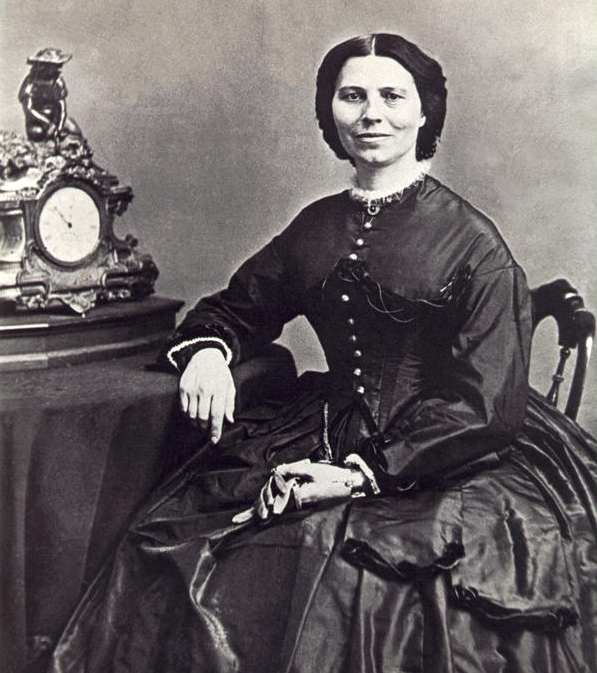
Barton cirka 1866.

19 april 1861 resulterade kravallerna i Baltimore i det amerikanska inbördeskrigets första blodsspillan. Offren, medlemmar av det sjätte volontärregementet från Massachusetts, transporterades till det ännu ej färdigställda Kapitolium i Washington D.C., där Barton då bodde. Eftersom hon ville tjäna sitt land, begav hon sig till järnvägsstationen och kunde efter att offren anlänt hjälpa till med vården av 40 skadade män. Barton kände igen många av dem, eftersom hon hade vuxit upp med många av dem och haft flera av dem som elever. 
Tillsammans med ett antal andra kvinnor försåg hon de sjuka och skadade soldaterna med kläder, mat och förnödenheter. Hon lärde sig att lagra och dosera olika sorters läkemedel och erbjöd känslomässigt stöd till soldaterna, genom att hålla deras mod uppe. Hon ägnade sig åt högläsning, skrev brev till deras släktingar, erbjöd samtalsstöd med mera.
Den här dagen inledde Clara Barton sin stöd- och vårdverksamhet inom armén, inklusive att samla ihop läkemedel och medicinsk utrustning för unionssoldaterna. Innan hon började distribuera läkemedel och förnödenheter ute på slagfältet, använde Barton sin egen bostad som lager. Hon började sin distributionsverksamhet med hjälp av ett antal vänner tidigt 1862, detta trots motstånd från unionens krigsdepartement och fältläkare. Ladies' Aid Society hjälpte också de till i insamlandet av bandage, mat och kläder som därefter skulle distribueras vidare under resten av kriget. I augusti 1862 fick Barton till slut tillstånd från kvartermästare Daniel Rucker att arbeta vid frontlinjen. Bland Bartons understödjare fanns bland annat senatorn Henry Wilson från Massachusetts.
Efter första slaget vid Bull Run lät Barton publicera en annons i en Massachusetts-tidning, med en vädjan om donationer av förnödenheter; resultatet var en stor tillströmning av donationer. Hon arbetade inom distributionen av sjukvårdsmateriel runt krigsskådeplatser som Cedar Mountain, andra slaget vid Bull Run, Antietam och Fredericksburg. Barton skötte om skadade från båda sidorna av stridslinjen. Tillgången till sjukvårdsmateriel var dock ojämn, och i slaget vid Antietam använde Barton vid bandageringen täckblad från majsplantor.
Barton hade från och till tid att även leva ett eget privatliv. 1863 inledde Barton en intim relation med en officer, överste John J. Elwell.
1864 utsågs Barton, av unionsgeneralen Benjamin Butler, till "lady in charge" för fältsjukhusen på frontlinjen runt Army of the James. Bland hennes mer traumatiska upplevelser var när en kula trängde genom ärmen till hennes arbetsuniform, utan att träffa henne men istället döda mannen som hon vårdade. Hon blev under denna tid känd som "Florence Nightingale of America". Hon blev även omnämnd som "Angel of the Battlefield", efter att hon undsatt en utmattad fältkirurg efter slaget vid Cedar Mountain i norra Virginia i augusti 1862. Hon hade då anlänt till ett fältsjukhus runt midnatt, med en stor mängd sjukvårdsmateriel. Hon kom även lägligt till trupperna i samband med slagen vid Fairfax Station, Chantilly, Harpers Ferry, South Mountain, Antietam, Fredericksburg, Charleston, Petersburg och Cold Harbor.

### Efter kriget
Efter krigsslutet upptäckte Barton att tusentals släktingars brev aldrig kommit fram, eftersom adressaterna var soldater som begravts i omärkta massgravar. Många av soldaterna noterades officiellt som "saknade". Barton ville göra något åt saken och kontaktade president Lincoln, i hopp om att hon skulle få ge officiella svar på de obesvarade brevförfrågningarna. Det beviljades, och "The Search for the Missing Men" tog sin början.
Efter kriget skötte Barton Office of Missing Soldiers, på 437 ½ Seventh Street i nordvästra Washington, i stadsdelen Gallery Place. Syftet med verksamheten var att finna reda på eller identifiera soldater som avlidit eller försvunnit under striderna. Barton och hennes medhjälpare författade totalt 41 855 svar på brevförfrågningar och hjälpte till att lokalisera fler än 22 000 saknade personer. Hon tillbringade sommaren 1865 åt sökandet efter, identifierandet av och det slutliga begravandet av 13 000 individer som dött i Andersonville, ett krigsfångeläger etablerat av de konfedererade i Georgia. Hon fortsatte med de här uppgifterna under de kommande fyra åren, och totalt assisterade hon vid begravandet och utmärkandet av fler än 20 000 unionssoldater. Kongressen tilldelade så småningom 15 000 dollar till finansieringen av hennes projekt.

### Amerikanska Röda korset

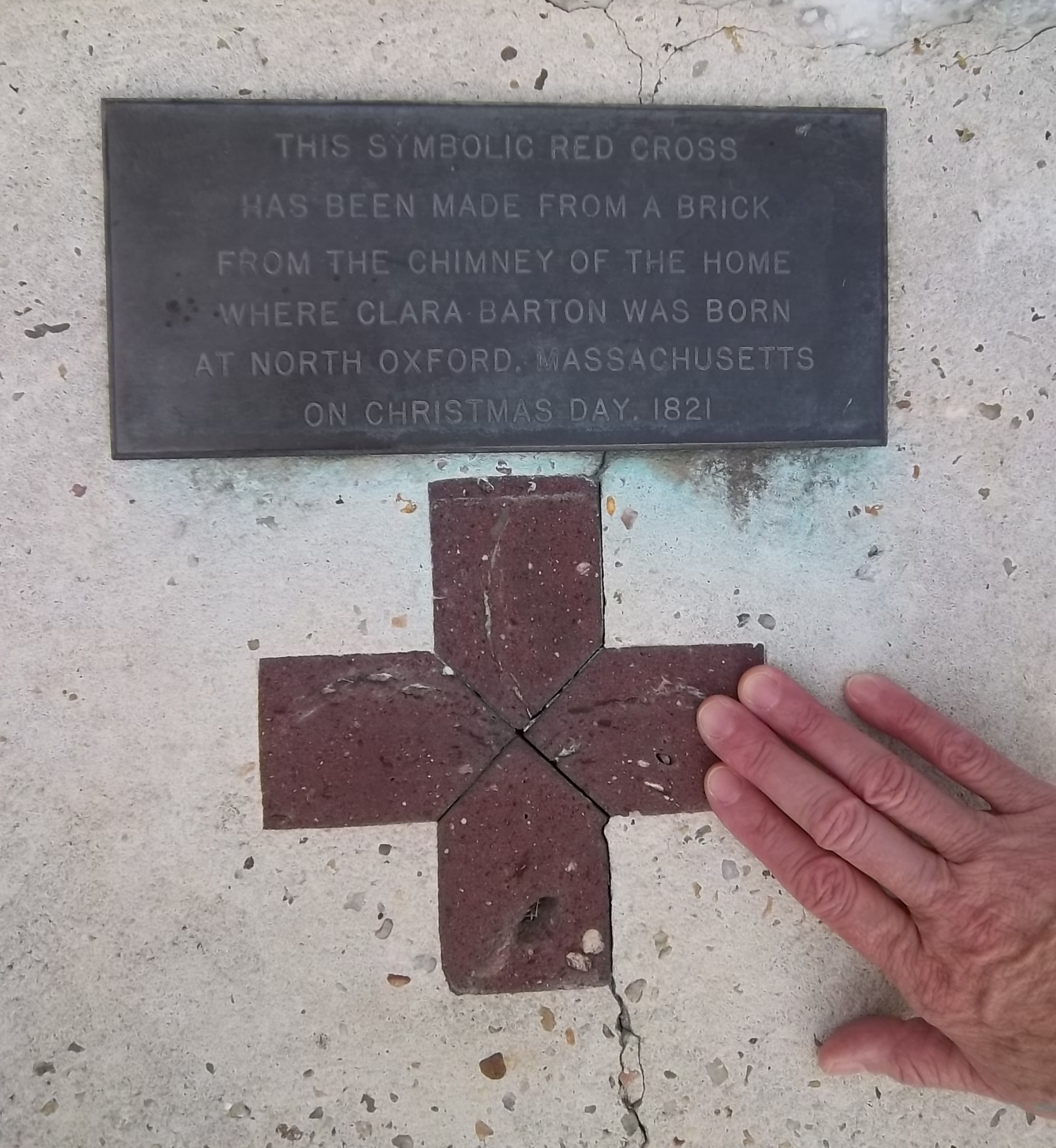
Detalj från Clara Barton-monumentet vid det historiska slagfältet Antietam, med ett rött kors skapat av en tegelsten som hämtats från hennes födelsehem.

Bartons namn och insatser blev mer allmänt spridda genom bland annat hennes flitiga föredragsverksamhet åren 1865–1868 runtom i USA. Under de här åren lärde hon känna Susan B. Anthony och blev via henne intresserad av USA:s kvinnliga rösträttsrörelse. Hon lärde även känna Frederick Douglass och blev också engagerade i den gryende medborgarrättsrörelsen. Hennes idoga turnerande runt om i landet ledde till slut till att hennes hälsa tog stryk, och hon fick läkarutlåtande på att vila upp sig långt bort från hennes arbetsmiljö. 1868 stängde hon Missing Soldiers Office och gav sig ut på en resa till Europa.
Under Barton besök i Genève 1865 introducerades hon för Röda korset-rörelsen och Louis Appia. Han kom senare att föreslå henne att grunda en amerikansk gren av Röda korset, och han hjälpte henne att få tag på sponsorer så att grundandet av organisationen kunde finansieras. Hon blev också bekant med Henry Dunants bok Minnen från Solferino, som uppmanade till bildandet av nationella hjälporganisationer på neutral basis.
I början av det fransk-tyska kriget assisterade hon 1870 storhertiginnan Louise av Baden i etablerandet av militärsjukhus, och hon assisterade Röda korset under resten av kriget. På begäran från de tyska myndigheterna och Strasbourgs räddningskommitté, ledde hon hjälparbetet bland de fattiga under 1871 och efter belägringen av Paris. 1871 hade hon hand om den allmänna distributionen av förnödenheter bland Paris fattiga. När kriget var över fick hon motta både Badens Guldkors och Preussens Järnkors.
Efter att Barton återvänt till USA, startade hon 1873 en rörelse för att få officiellt erkännande av USA:s regering för den internationella Rödakorskommittén. 1878 fick hon till ett möte med presidenten Rutherford B. Hayes, som vid den tidpunkten uttryckte det som de flesta amerikaner då ansåg, nämligen att USA aldrig någonsin skulle få återuppleva något så katastrofalt som inbördeskriget. Slutligen lyckades hon övertyga regeringen under president Chester Arthur genom argumentet att det nya Amerikanska Röda korset, utöver i krigstid, även skulle kunna hjälpa till vid naturkatastrofer som jordbävningar, skogsbränder och orkaner.
Clara Barton blev ordförande för USA:s gren av Rödakorsrörelsen, som 21 maj 1881 höll sitt första officiella sammanträde i hennes lägenhet på First Street i Washington. Den första lokalföreningen etablerades 22 augusti samma år i Dansville i Livingston County i staten New York, där Barton även hade en sommarstuga.
Under Amerikanska Röda korsets första två decennier, ägnade man sig i första hand åt katastrofhjälp. Organisationens roll ändrades i samband med det spansk-amerikanska kriget, där man hjälpte flyktingar och fångar under inbördeskriget (på Kuba). När väl kriget var över reste de tacksamma invånarna i Santiago de Cuba en staty över Barton på stadens centrala torg, en staty som fortfarande står där. I USA hyllades Barton och hennes verksamhet via Röda korset.

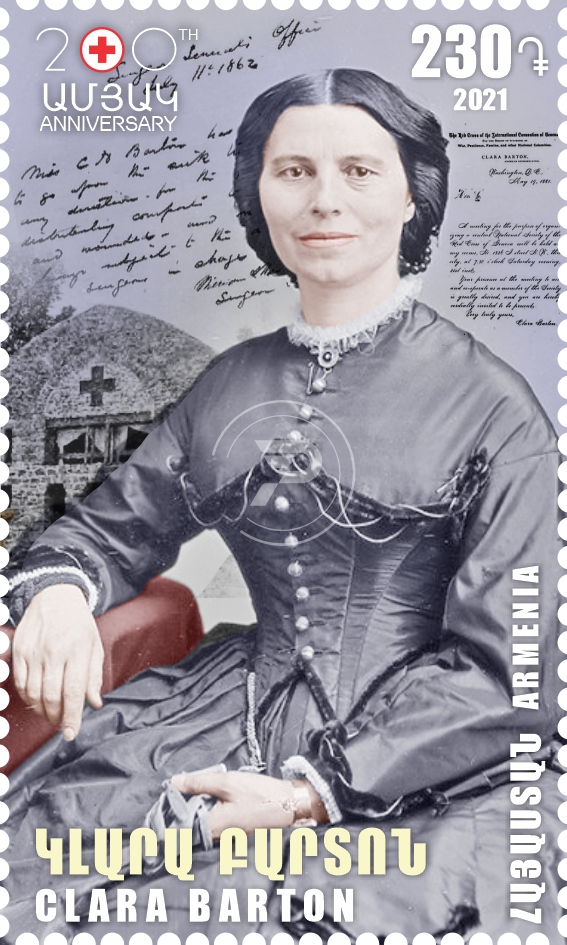
Barton på ett armeniskt frimärke från 2021.

Hemma i USA hade Barton hjälpt till under 1884 års översvämningar runt Ohiofloden och assisterat med mat och förnödenheter under 1887 års svält i Texas. 1888 ledde hon hjälparbetare till Illinois efter en förödande tromb, och samma år ledde hon hjälpen i Florida under den grasserande gula febern-epidemin. Inom några dagar efter 1889 års översvämningar i Johnstown, ledde hon en hjälpoperation med 50 läkare och sjuksköterskor, där man även grundade det som senare kom att kallas Conemaugh hjälpsystem.
1896 ingrep hon under den humanitära nöden i det Osmanska riket i samband med Hamidiska massakrerna, och Barton var den enda kvinna som den turkiska regeringen släppte in i landet för att kunna undersöka missförhållandena; hon anlände till Konstantinopel den 15 februari. Barton och minister Terrell samtalade med Tawfiq Pascha, Turkiets utrikesminister, med önskemål om att få tillträde till det inre av landet. Barton själv stannade i Konstantinopel, för att sköta den affärsmässiga sidan av expeditionen. Hennes samordnare ute på fältet, J. B. Hubbell, reste under våren tillsammans med tre andra expeditionsmedlemmar till de armeniska provinserna, där de gav vård och humanitär hjälp till den armeniska befolkning som under 1894 och 1895 drabbats av de omfattande massakrerna.
1898 arbetade Barton också, vid 77 års ålder, på sjukhus på Kuba. Hennes sista fältarbete som ordförande för Amerikanska Röda korset skedde år 1900, i samband med hjälpinsatsen efter Galveston-orkanen. Då etablerades också ett barnhem för föräldralösa barn.

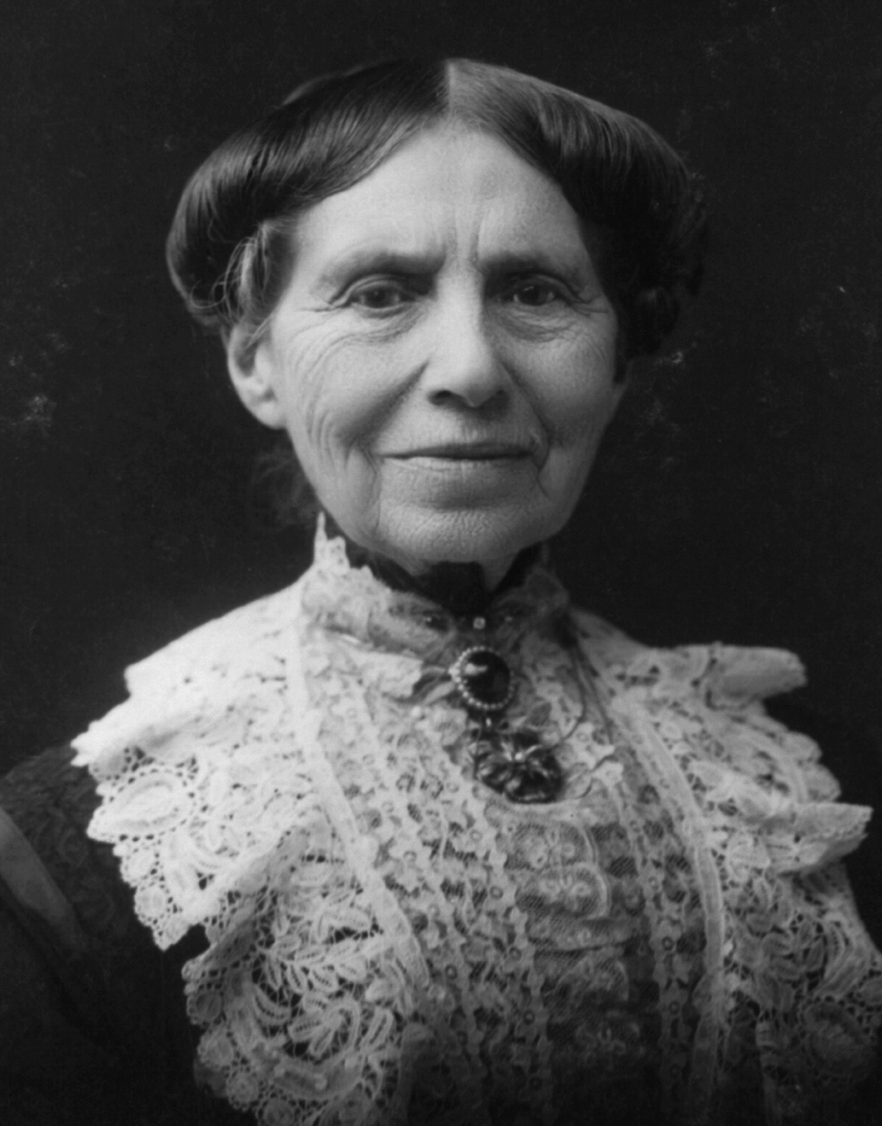
Foto av James E. Purdy (1904).

Kritiken växte till slut mot Clara Bartons flitiga sammanblandande av yrkesmässiga och privata resurser. På grund av detta tvangs hon 1904 att avgå som ordförande för Amerikanska Röda korset, i en ålder av 83 år. Hennes egocentriska ledarstil var då mindre passande i den formella strukturen hos en välgörenhetsorganisation. De oftast manliga vetenskapliga experterna som kom efter henne värderade effektiviteten hos den progressiva eran högre än Bartons idealistiska humanitarianism. När Amerikanska Röda korsets högkvarter etablerades officiellt, var det i minne av de modiga kvinnorna under inbördeskriget.  Efter att hon trädde tillbaka som Rödakorsordförande grundade Barton National First Aid Society.

### Senare år
Clara Barton  fortsatte under de kommande åren att bo i sitt hem i Glen Echo i Maryland, ett hus som även fungerade som kontor för Röda korset när hon flyttade dit 1897. 1908 publicerade hon sin självbiografi, betitlad The Story of My Childhood.
12 april 1912 avled hon i sitt hem, vid 90 års ålder. Dödsorsaken var lunginflammation.

## Religiösa åsikter
Barton var inte formellt medlem av Universalist Church of America, I ett brev skickat 1905 till änkan till Carl Norman Thrasher, identifierade hon sig dock med sina föräldrars kyrka och som en "universalist".

## Betydelse och erkännande

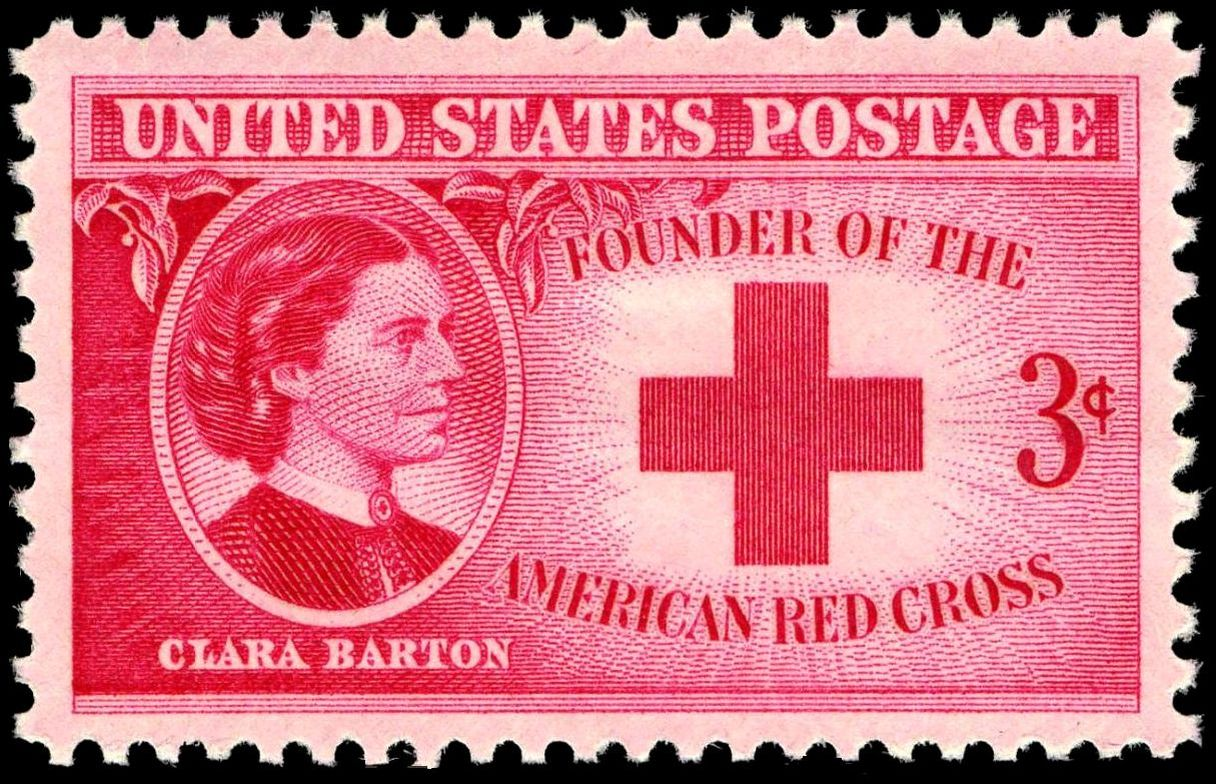
Barton på ett frimärke från 1948.

Clara Barton har uppmärksammats för sitt humanitära arbete och aktivism för mänskliga rättigheter, vid en tid då kvinnor ännu inte hade rösträtt.
Barton valdes 1973 in i National Women’s Hall of Fame, och 2008 valdes hon in i New Jersey Hall of Fame. 
1991 fick hon nedslagskratern Barton på planeten Venus uppkallad efter sig. Hon var även motiv på ett frimärke som gavs ut 1948 och ett annat 1994.
Ett antal skolor och gator i USA har uppkallats efter Clara Barton. Detta inkluderar minst 14 grundskolor (elementary school), flera junior high och high school. Vid sidan av minst 11 gator med hennes namn i USA finns Clara Bartoonstraat i Amsterdam och Calle Clara Barton i argentinska Córdoba.
Hon gifte sig aldrig och fick aldrig några barn. Barton var bestämd till sättet och ibland svår att samarbeta med. För att minska oron över hennes hälsa hävdade hon under senare år ofta att hon var yngre än sin egentliga ålder, och hon var utseende- och klädesmässigt en smula fåfäng. Hon var dock en engagerande föreläsare, där hennes beskrivningar av slagfältets offer kunde få krigsveteraner att falla i gråt.